# Helmut Scheffel
Helmut Scheffel (* 7. Februar 1925 in Gera; † 17. Juli 2010 in Frankfurt am Main) war ein deutscher Feuilletonist und Übersetzer moderner französischer Literatur in die deutsche Sprache.

## Leben
Helmut Scheffel studierte Philosophie, Soziologie, Romanistik in Frankfurt und Paris und war seit 1957 freiberuflicher Übersetzer und Publizist. 1959 versah er seine Übersetzung von Roland Barthes’ Am Nullpunkt der Literatur mit einem Essay. Zwischen 1966 und 1989 war er Redakteur im Feuilleton der Frankfurter Allgemeinen Zeitung und leitete dort ab 1974 das von ihm gegründete Ressort „Neue Sachbücher“.
Er wurde 1979 zusammen mit seiner Ehefrau Gerda Scheffel mit dem Johann-Heinrich-Voß-Preis für Übersetzung der Deutschen Akademie für Sprache und Dichtung ausgezeichnet. Im gleichen Jahr wurde er zum Chevalier dans l’Ordre des Palmes académiques ernannt. 1993 wurde Michel Butor und ihm der Nossack-Akademiepreis für Dichter und ihre Übersetzer der Mainzer Akademie der Wissenschaften und Literatur verliehen.
Seine Kritiken waren für die Kritiker stilbildend, und er förderte die Leser und Autoren:

„Im März 1966 schrieb Helmut Scheffel in der FAZ über mein erstes Buch ‚Die Hornissen‘: ‚Dieser Autor betreibt Grundlagenforschung. Man vertraue sich ihm an‘.“

Helmut Scheffel ist der Vater von Michael und Tobias Scheffel.

## Werke
- Vom Schlachtfeld zum Scheiterhaufen. Die Prozesse der Jeanne d'Arc. In: Uwe Schultz (Hrsg.): Große Prozesse. Recht und Gerechtigkeit in der Geschichte. München 1997, S. 103–113.

## Übersetzungen
- Roland Barthes: Am Nullpunkt der Literatur. Objektive Literatur, Hamburg 1959
- Roland Barthes: Der Eiffelturm, München 1970
- Roland Barthes: Kritik und Wahrheit, Frankfurt a. M. 1967
- Roland Barthes: Leçon, Frankfurt am Main 1980
- Roland Barthes: Literatur oder Geschichte, Frankfurt 1969
- Roland Barthes: Mythen des Alltags, Frankfurt 1964
- Michel Butor: Aufsätze zur Malerei, München 1970
- Michel Butor: Bildnis des Künstlers als junger Affe, München 1967
- Michel Butor: Dialog mit Eugène Delacroix über den „Einzug der Kreuzfahrer in Konstantinopel“, Köln 1998
- Michel Butor: Euer Faust, München 1964
- Michel Butor: Fenster auf die innere Passage, Frankfurt am Main 1986
- Michel Butor: Fluglinien, Neuwied 1965
- Michel Butor: Genius loci, München 1962
- Michel Butor: Illustrationen, München 1969
- Michel Butor: Improvisationen über Michel Butor. Graz 1996
- Michel Butor: Der Kongreß der Löffel Genf 1989
- Michel Butor: Orte, Frankfurt 1966
- Michel Butor: Paris, Passage de Milan. Frankfurt 1967
- Michel Butor: Paris-Rom oder Die Modifikation, München 1958
- Michel Butor: Picasso labyrinthe, Tübingen 1986
- Michel Butor: Repertoire, München

1 (1963); 2. Probleme des Romans, 1965; 3. Aufsätze zur modernen Literatur und Musik, 1965
- Michel Butor: Die Stadt als Text, Graz  1992
- Michel Butor: Stufen, Frankfurt a. M. 1964
- Michel Butor: Themen, Variationen, Suiten und auch nicht, Tübingen 1990
- Michel Butor: Tourmente, Stuttgart 1968
- Michel Butor: Die unendliche Schrift, Wien 1991
- Michel Butor: Ungewöhnliche Geschichte, Frankfurt 1964
- Michel Butor: Die Wörter in der Malerei, Frankfurt am Main 1992
- Michel Butor: Der Zeitplan, München 1960
- Gustave Flaubert: Briefe, Stuttgart 1964
- Ruth Francken: In den Flammen, Stuttgart 1965
- Johnny Friedlaender: Tableaux, Stuttgart 1976
- Armand Gatti: Das imaginäre Leben des Straßenkehrers Auguste G. Die Schlacht der Sieben Tage und der Sieben Nächte, Frankfurt a. M. 1966 (übersetzt zusammen mit Gerda Scheffel)
- Julien Gracq: Ein Balkon im Wald, Frankfurt a. M. 1960 (übersetzt zusammen mit Gerda Scheffel)
- Philippe Gras: Angkor, Heidelberg 1988 (übersetzt zusammen mit Marie Mermet)
- Bernard Larsson: Die ganze Stadt Berlin, Hamburg 1964
- Claude Ollier: Der neue Zyklus. Das Ohr an der Wand. Ein Buckel im Schnee, Stuttgart 1975
- Albert Palle: Die Erfahrung, Reinbek b. Hamburg 1961 (übersetzt zusammen mit Gerda Scheffel)
- Panorama des zeitgenössischen Denkens, Frankfurt a. M. 1961
- Robert Pinget: Gegenbeweise, Hamburg 1962 (übersetzt zusammen mit Gerda Scheffel)
- Robert Pinget: Inquisitorium, Hamburg 1965 (übersetzt zusammen mit Gerda Scheffel)
- Robert Pinget: Monsieur Mortin, Frankfurt a. M. 1966 (übersetzt zusammen mit Gerda Scheffel)
- Robert Pinget: Ohne Antwort, Hamburg 1960 (übersetzt zusammen mit Gerda Scheffel)
- Robert Pinget: Unzustellbar, Frankfurt am Main 1970 (übersetzt zusammen mit Gerda Scheffel)
- Georges Poulet: Marcel Proust, Zeit und Raum, Frankfurt a. M. 1966
- Marcel Proust: Tage des Lesens, Frankfurt a. M. 1963
- Georges Ribemont-Dessaignes: Die Ballade vom Soldaten, Stuttgart 1972
- Alain Robbe-Grillet: Letztes Jahr in Marienbad, München 1961
- Nathalie Sarraute: Das Zeitalter des Mißtrauens. Frankfurt am Main 1975
- Claude Simon: Die Schlacht bei Pharsalos. Darmstadt 1972
- Jean Thibaudeau: Königsparade. Neuwied 1962
- Victor Vasarely: Octal. München 1972